# Rosières-aux-Salines
Pour les articles homonymes, voir Rosières.
Rosières-aux-Salines est une commune française située dans le département de Meurthe-et-Moselle, en Lorraine, dans la région administrative Grand Est. Rosières-aux-Salines a été désigné 2 fois comme le plus beau village de Meurthe-et-Moselle.

## Géographie
Le ban communal s'établit dans la vallée de la Meurthe dont l’existence caractérise pour l'essentiel le paysage.

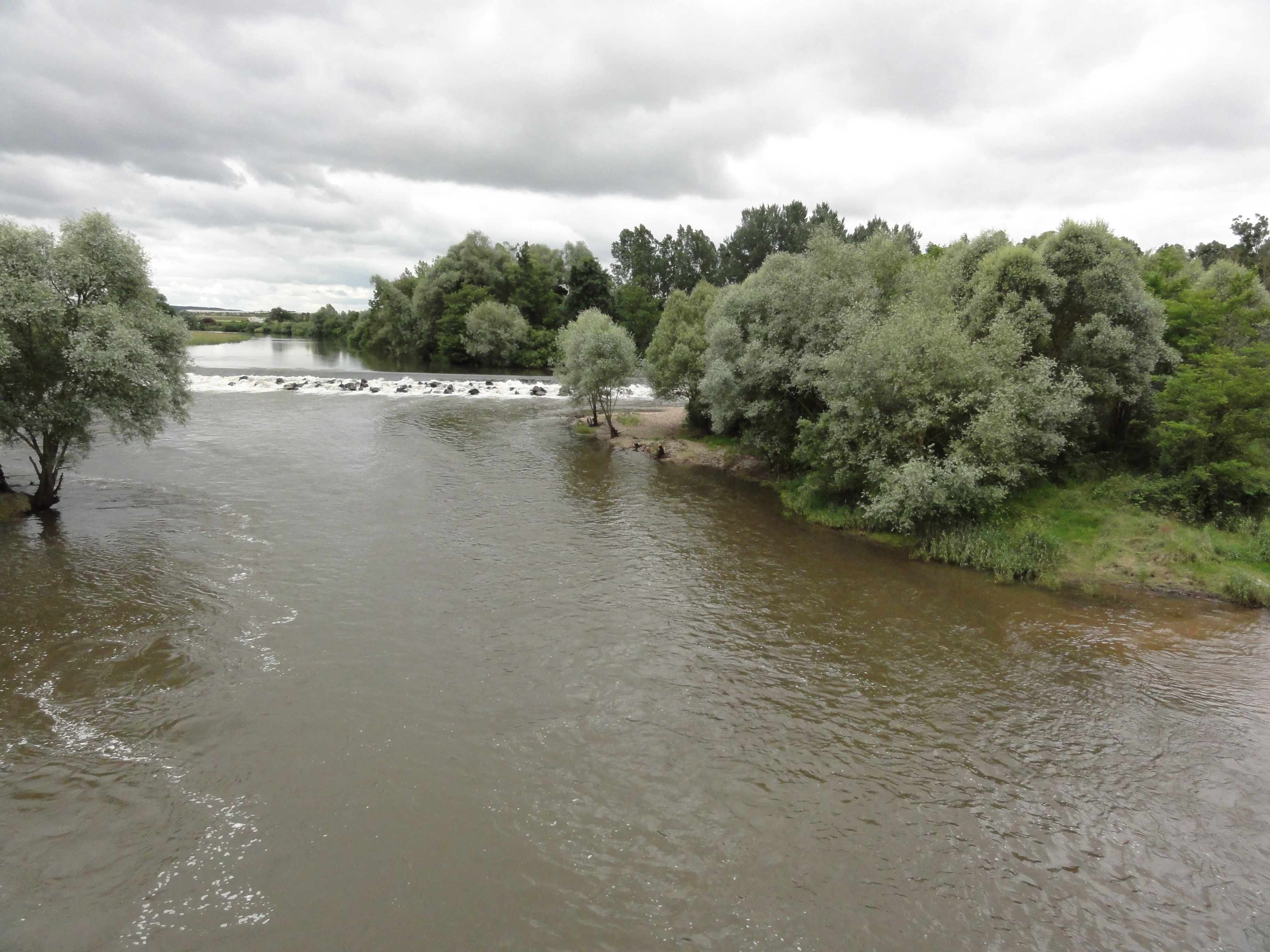
La Meurthe à Rosières.

Cette rivière inscrit son cours en de larges méandres dans les marnes irisées inférieures entre le plateau calcaire de Haraucourt au Nord et la bordure orientale du plateau du Vermois marquée par la côte du grès rhétien au Sud de Saint-Nicolas-de-Port.
Dans la vallée, le gisement de sel gemme est présent à une profondeur comprise entre 70 et 200 m sous la forme de couches planes et étendues dont l'épaisseur permet une exploitation en galerie.
| Saint-Nicolas-de-Port | Varangéville         | Dombasle-sur-Meurthe |
| Coyviller             | Rosières-aux-Salines | Hudiviller Anthelupt |
| Ferrières             | Saffais, Vigneulles  | Damelevières         |

### Particularisme
La gare de Rosières est située sur le territoire de Dombasle-sur-Meurthe et une petite partie de la gare de Dombasle est située sur le territoire de Rosières.

### Hydrographie
La commune est dans le bassin versant du Rhin au sein du bassin Rhin-Meuse. Elle est drainée par la Meurthe, le canal de Morteau, le ruisseau de Clos Pres, le ruisseau de Coyviller, le ruisseau de la Voivre, le ruisseau le Behart, le ruisseau le Petit Rhone, le ruisseau le Rupt Sale et le Sanon,.
La Meurthe, d'une longueur de 161 km, prend sa source dans la commune du Valtin et se jette  dans la Moselle à Pompey, après avoir traversé 53 communes. Les caractéristiques hydrologiques de la Meurthe sont données par la station hydrologique située sur la commune de Damelevières. Le débit moyen mensuel est de 33,1 m3/s. Le débit moyen journalier maximum est de 654 m3/s, atteint lors de la crue du 10 avril 1983. Le débit instantané maximal est quant à lui de 729 m3/s, atteint le 27 mai 1983.

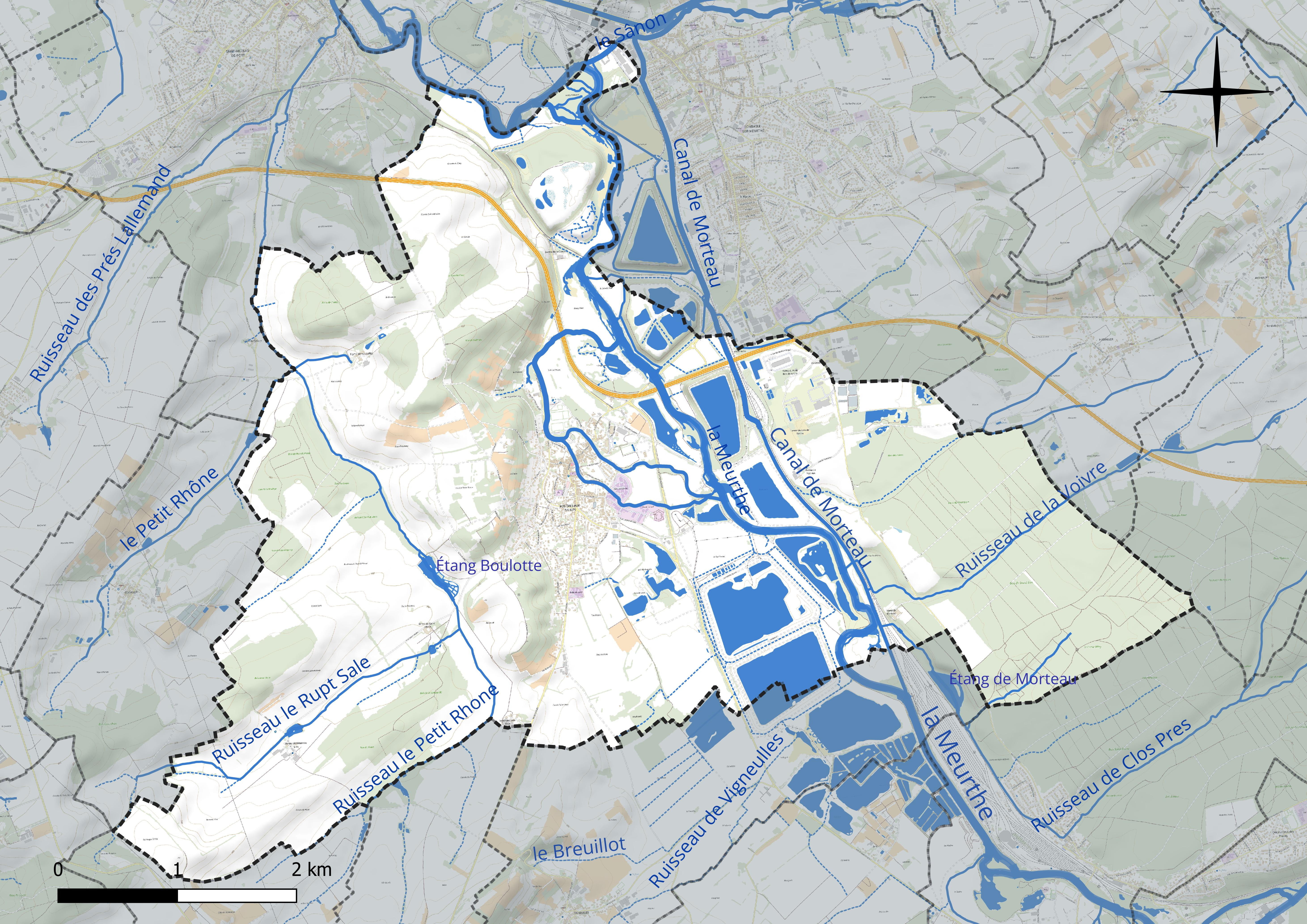
Réseau hydrographique de Rosières-aux-Salines.

Un plan d'eau complète le réseau hydrographique : l'étang Boulotte (3,5 ha),.

### Climat
Pour des articles plus généraux, voir Climat du Grand Est et Climat de Meurthe-et-Moselle.
En 2010, le climat de la commune est de type climat des marges montargnardes, selon une étude du Centre national de la recherche scientifique s'appuyant sur une série de données couvrant la période 1971-2000. En 2020, Météo-France publie une typologie des climats de la France métropolitaine dans laquelle la commune est exposée à un climat semi-continental et est dans la région climatique  Lorraine, plateau de Langres, Morvan, caractérisée par un hiver rude (1,5 °C), des vents modérés et des brouillards fréquents en automne et hiver.
Pour la période 1971-2000, la température annuelle moyenne est de 9,9 °C, avec une amplitude thermique annuelle de 17 °C. Le cumul annuel moyen de précipitations est de 787 mm, avec 12 jours de précipitations en janvier et 9,3 jours en juillet. Pour la période 1991-2020, la température moyenne annuelle observée sur la station météorologique de Météo-France la plus proche, « Nancy-Essey », sur la commune de Tomblaine à 13 km à vol d'oiseau, est de 11,0 °C et le cumul annuel moyen de précipitations est de 746,3 mm. 
La température maximale relevée sur cette station est de 40,1 °C, atteinte le 24 juillet 2019 ; la température minimale est de −24,8 °C, atteinte le 21 février 1956,,.
Les paramètres climatiques de la commune ont été estimés pour le milieu du siècle (2041-2070) selon différents scénarios d'émission de gaz à effet de serre à partir des nouvelles projections climatiques de référence DRIAS-2020. Ils sont consultables sur un site dédié publié par Météo-France en novembre 2022.

## Urbanisme

### Typologie
Au 1er janvier 2024, Rosières-aux-Salines est catégorisée bourg rural, selon la nouvelle grille communale de densité à sept niveaux définie par l'Insee en 2022.
Elle appartient à l'unité urbaine de Rosières-aux-Salines, une unité urbaine monocommunale constituant une ville isolée,. Par ailleurs la commune fait partie de l'aire d'attraction de Nancy, dont elle est une commune de la couronne,. Cette aire, qui regroupe 353 communes, est catégorisée dans les aires de 200 000 à moins de 700 000 habitants,.

### Occupation des sols
L'occupation des sols de la commune, telle qu'elle ressort de la base de données européenne d’occupation biophysique des sols Corine Land Cover (CLC), est marquée par l'importance des territoires agricoles (59,9 % en 2018), en diminution par rapport à 1990 (62 %). La répartition détaillée en 2018 est la suivante : 
prairies (33,7 %), forêts (20,9 %), terres arables (20,4 %), zones industrielles ou commerciales et réseaux de communication (8,4 %), cultures permanentes (5,8 %), zones urbanisées (5,1 %), mines, décharges et chantiers (3,8 %), milieux à végétation arbustive et/ou herbacée (1 %), espaces ouverts, sans ou avec peu de végétation (0,8 %). L'évolution de l’occupation des sols de la commune et de ses infrastructures peut être observée sur les différentes représentations cartographiques du territoire : la carte de Cassini (XVIIIe siècle), la carte d'état-major (1820-1866) et les cartes ou photos aériennes de l'IGN pour la période actuelle (1950 à aujourd'hui).

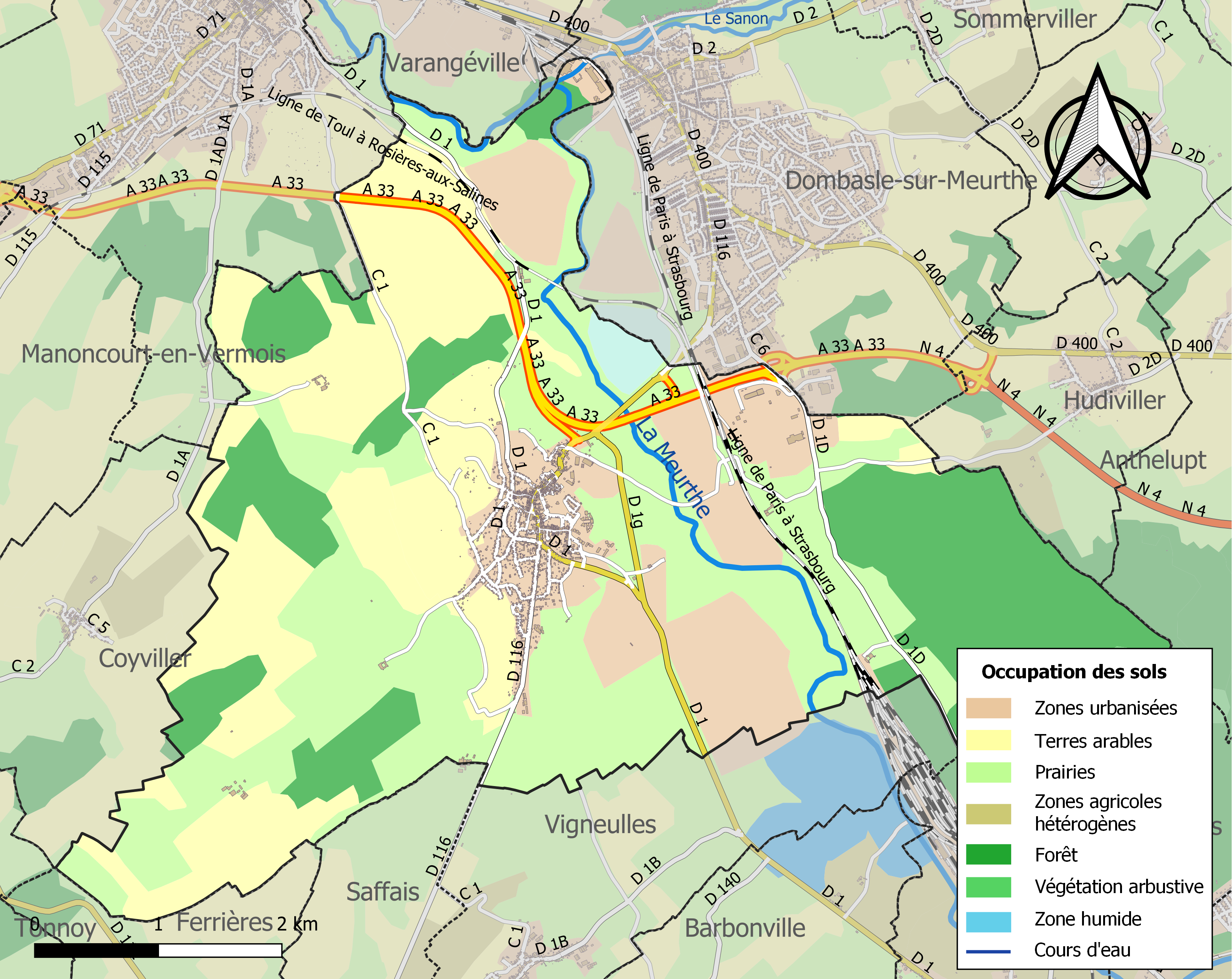
Carte des infrastructures et de l'occupation des sols de la commune en 2018 (CLC).

## Toponymie
Anciennement mentionné : Castrum et castellania Roseriæ salinitæ (1153 ou 1155), Roseriæ (1172), Rouzières (1282), Saline de Rozières (1285), Villa de Rosires (1288), Rozeriæ (1288), Sergenterie de la prévostei de Rozières (1369), Ronzières (1392), Rozeriæ ad Salinas (1402), Rousières-aux-Salinnes (1384), Rousières (1420), Rouzière et Rousière (1424), Rozierres et Rouzierres (1499), Rositum (1513), Rosières-au-Sel (1562), Ronzière (1563), Rousières-au-Sel (1568), Rosariæ (1675), Roziers (XVIIIe siècle).

L'origine toponymique de la commune est peu documentée par les auteurs régionaux dans les dictionnaires topographiques ou autres sources qui mentionnent généralement une fondation au Moyen Âge.
M. Auguste Longnon évoque dans son ouvrage un lien avec le mot Roseau, du gotique raus (fiche toponymique numéro 3021).
La saline était séparée de la ville et entouré d'un petit cours d'eau. 

## Histoire

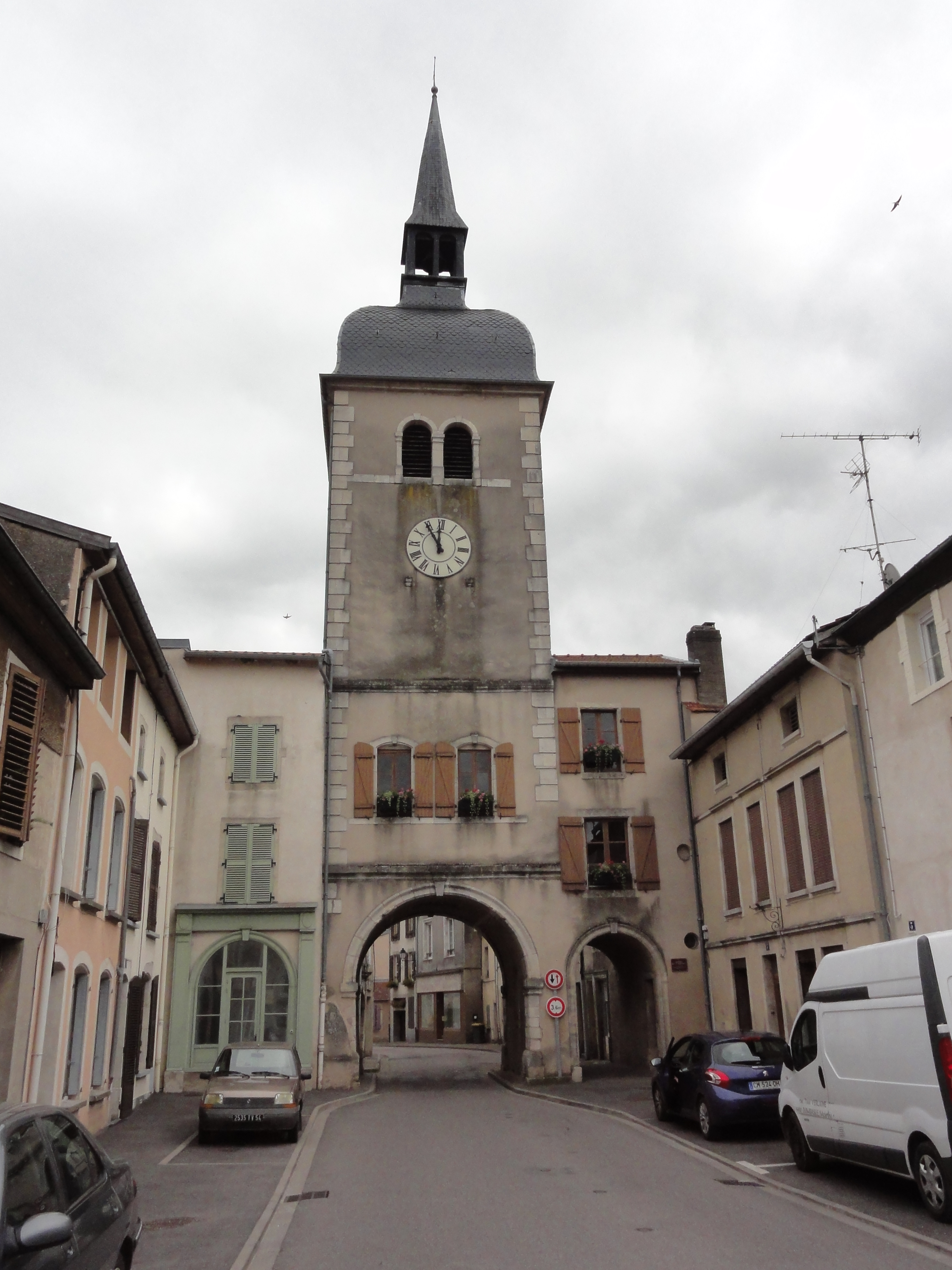
Le beffroi, monument rare en Lorraine

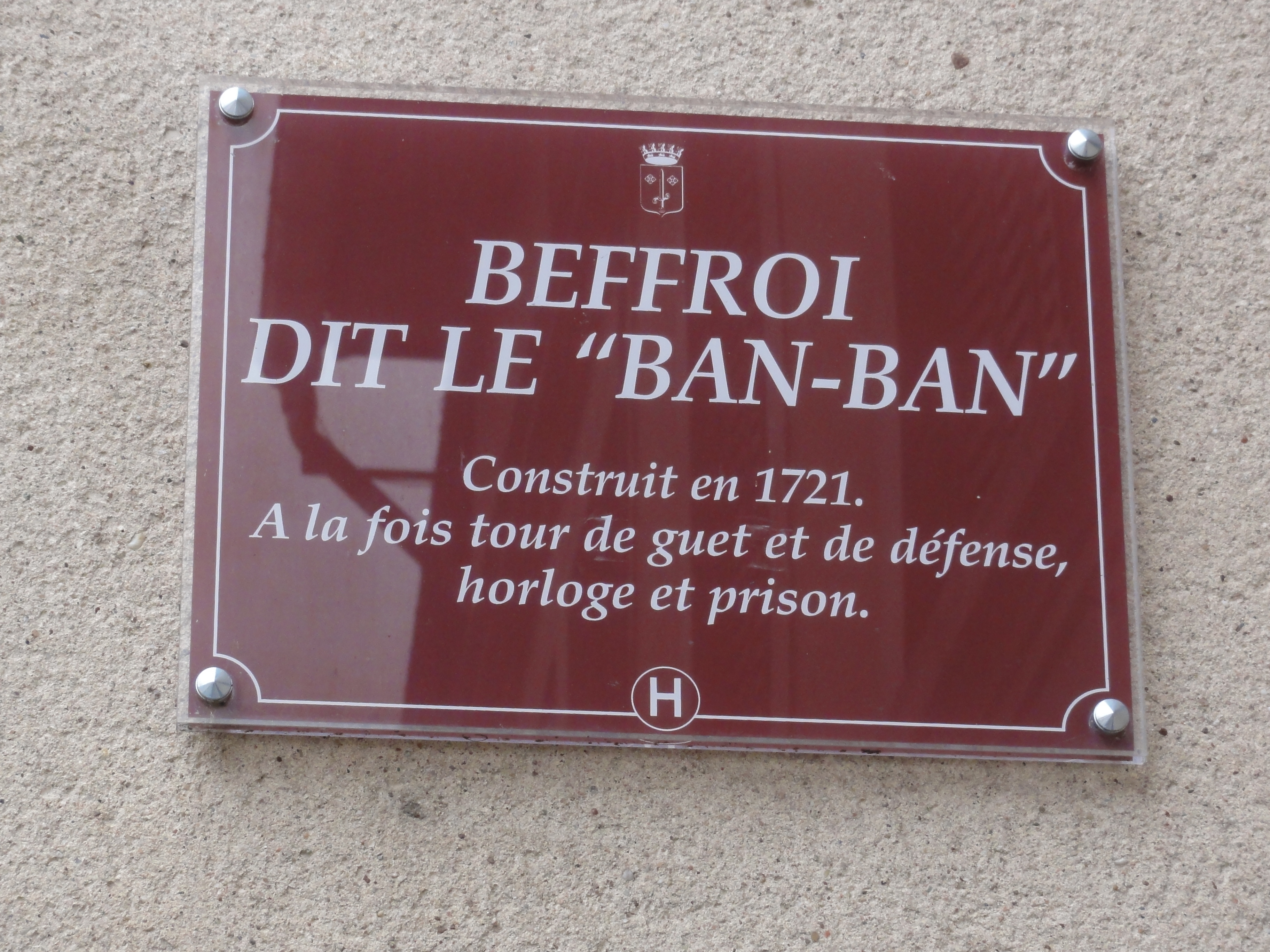

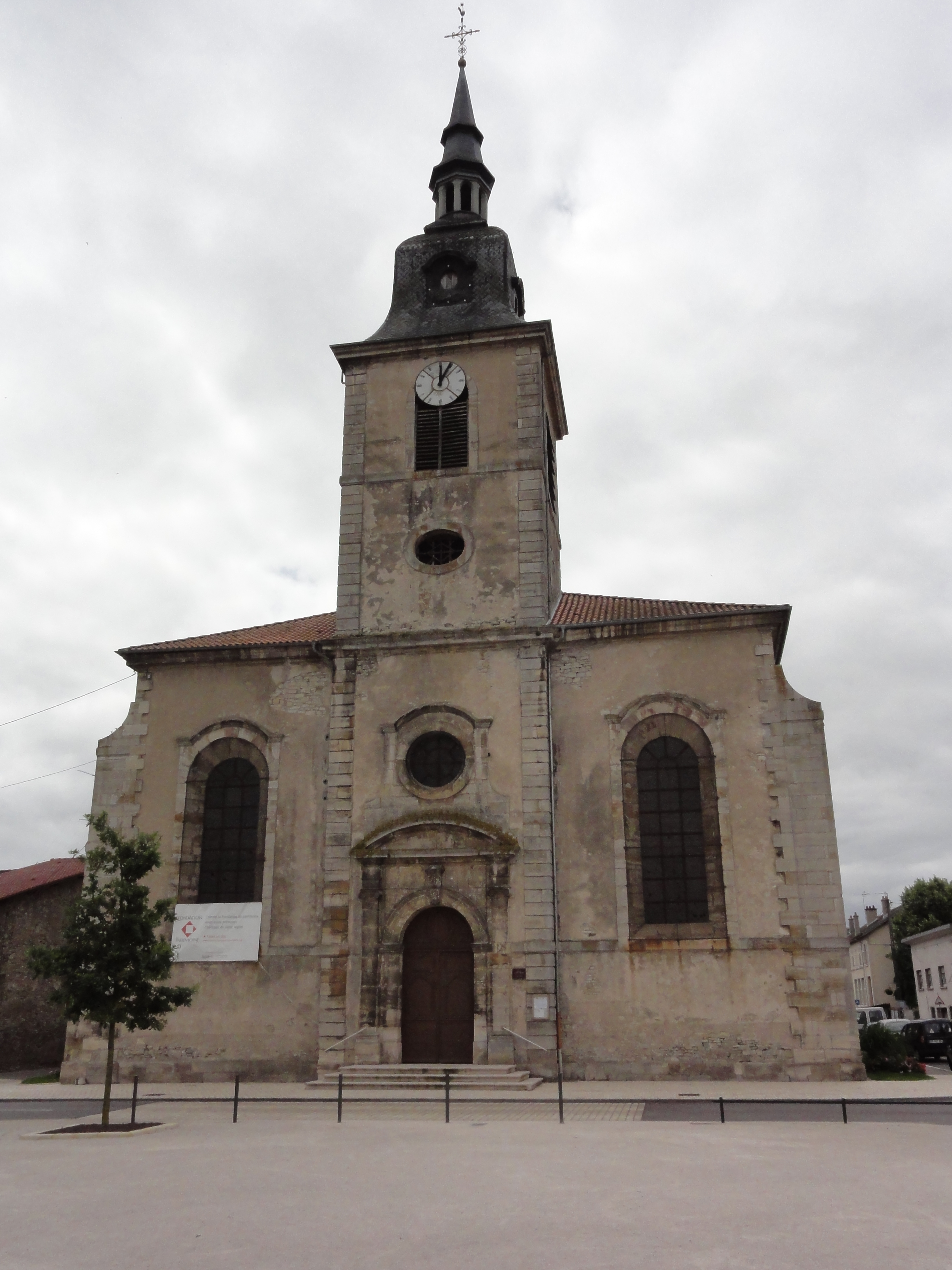
Église Saint-Pierre

Sous l'Ancien Régime, Rosières fut le chef-lieu d'une prévôté-chatellenie du bailliage de Nancy avant de devenir un bailliage en 1751. 
En l'an 1100, Walfridus de Roseriis seigneur de Rosières, signe comme témoin dans la charte de fondation du prieuré de Landécourt. Il s'agit là de la plus ancienne mention de Rosières connue à ce jour.
Il est rapporté l'existence d'un acte d'échange passé, en 1153 ou 1155, entre Drogon Ier, prince souverain de Nancy et grand sénéchal de Lorraine, et le duc Mathieu 1er de la Lorraine Mosellanique dans lequel Rosières est désigné sous le nom de Roseria salinita. Selon Don Calmet, l'acte mentionne un château et sa châtellenie ce qui tend à démontrer une certaine importance pour la cité ; Henri Lepage dit l'inverse à propos du même acte. Selon cet archiviste, Rosières n'était qu'un bourg sans importance à cette époque. Ces informations semblent indiquer l'appartenance de Rosières aux ducs de Lorraine à ce moment-là mais on voit plus loin que cet version est contesté. 
Une charte de Pierre de Brixey, évêque de Toul, mentionne Rosières en 1183. Rosières est encore mentionné dans un diplôme de l'empereur d'Allemagne Henri VI en date du 2 avril 1194. Ce document impérial est, à ce jour, la première mention sûre d'une saline et de fortifications à Rosières. Il indique que la moitié du site appartient à Frédéric de Bruck, doyen de Toul. Un document annexe à ce diplômé indique que le puits salé, puteus salis, a été découvert récemment ce qui permet de dater les débuts de la première saline à l’extrême fin du XIIe siècle. Les mêmes documents attestent que Otton, comte de Bourgogne, est suzerain du fief de Rosières au début du XIIIe siècle. Cela démontre que les ducs de Lorraine ne possèdent pas encore la totalité de Rosières et de ses salines, contrairement à ce qui est souvent affirmé. 
En 1331, le duc Raoul permet à plusieurs familles de lombards de s'établir à Rosières. Il les affranchit de toutes tailles à condition de lui payer chaque année 80 livres de petits tournois. 
En 1350, Marie de Blois régente de Lorraine, est en guerre contre la ville de Metz. Les messins pillent et brûlent le bourg de Rosières ; ils rasent les deux maisons fortes. Ils reviennent 21 ans plus tard et ruinent la moitié de la ville.  
Un hospice civil fut créé au XVe siècle. Il était destiné à accueillir les vieillards indigents des deux sexes. René II autorisa son établissement par lettres du 12 août 1437.  

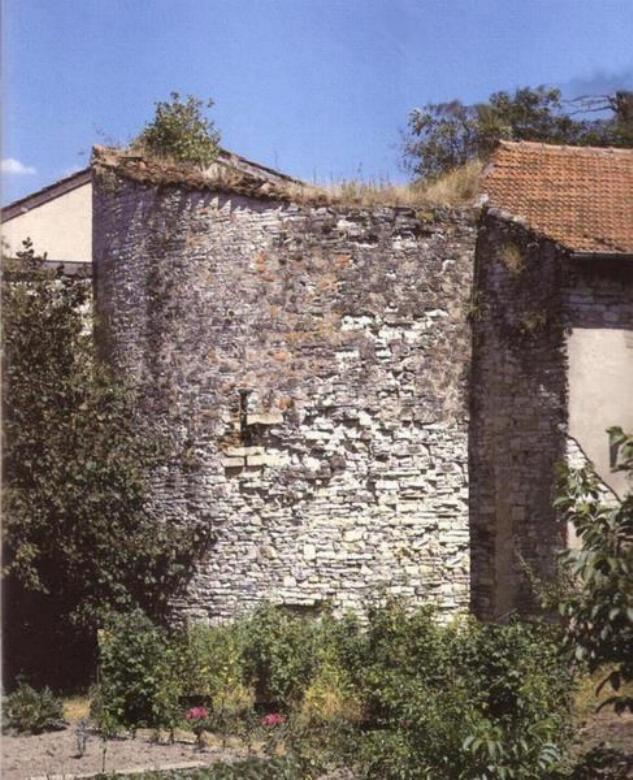
Vestiges d'une tour du château

En 1471, le duc Nicolas revenant de la cour de Bourgogne visite les châteaux lorrains, dont celui de Rosières.  
Les remparts de la ville furent détruits sur ordre de Louis XIII en 1635.  
En 1721 a lieu une fête catholique appelée rapport devant la chapelle Notre-Dame près de Rosières. Suite à cela, le parlement lorrain condamna à 100 livres d'amende chacun des 12 marchands qui avaient dressées quelques tables pour y étaler leurs chétives boutiques avec l'accord de l'autorité locale. Selon le document consulté, cette sanction serait être une application servile du zèle catholique du duc Léopold.    
Suite à l'érosion d'un bord de Meurthe, on découvrit en 1729, à 2 km de Rosières, à proximité de l'écart rural de Morteau, plus de 1000 objets de bronze sous formes de dards, de piques et de flèches,.   
Les élections du bailliage de Rosières pour les États Généraux de 1789 eurent lieu du 16 au 20 mars 1789. Les trois ordres présentèrent un cahier unique de doléances. Les députés élus furent Alexis Lamoyse, curé de Dombasle pour le clergé, le baron De Châtillon pour la noblesse, Pitoux et Thiry pour le tiers-état.
Le 3 septembre 1792, la commune de Rosières adresse ses félicitations à l'Assemblée Législative pour la fermeté de sa décision de suspendre le roi Louis XVI de tous ses pouvoirs.

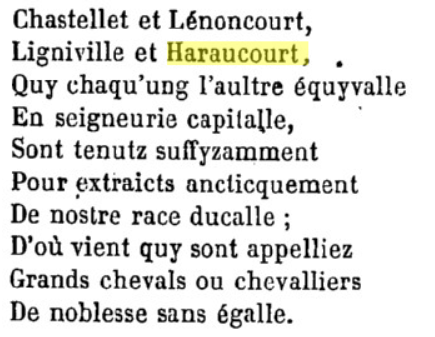
vieux proverbe lorrain à propos de la chevalerie

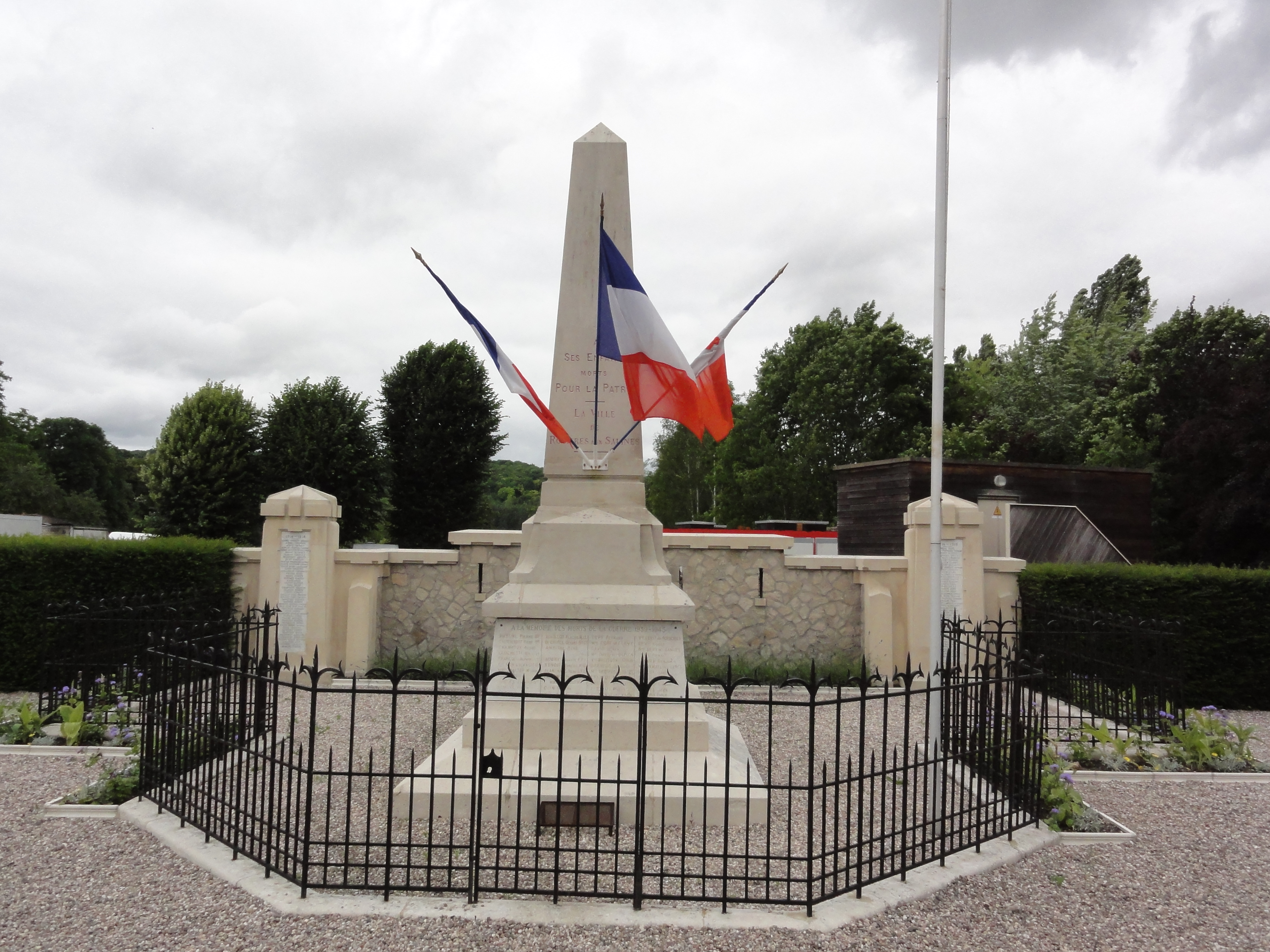
monument aux morts

Le 5 avril 1821, le maire de Rosières publie un appel d'offres pour la reconstruction de deux ponts sur la Meurthe.
Dans la statistique administrative du département de la Meurthe publiée en 1822, on relève les écarts ruraux suivants : La Crayère, La Grange, Xoudailles, Saint-Urbain, Nouveau-Lieu, Cuîte-Fève, La Petite-Rosières; Portieux, Mortauve et Mitry.
Le 1er novembre 1828 parait un ordre qui maintient en fonctionnement l’abattoir municipal de Rosières.
Après l'insurrection républicaine des 5 et 6 juin 1832 à Paris, la municipalité de Rosières assure le roi Louis-Philippe de tout son soutien. 
En 1851 le docteur Morel, médecin-chef de l'asile de Maréville, publie un ouvrage intitulé « les causes du goitre et du crétinisme endémique à Rosières-aux-Salines » dans lequel il affirme que ces maladies sont statistiquement anormalement élevées à Rosières. Comme nombre d'habitants de la région, Jean Vartier affirme que le sobriquet «les oua-oua» qui affuble les habitants de Rosières a pour origine une moquerie à l'égard des difficultés d'élocution provoquées par ces maladies.
Dans le Grand Dictionnaire universel du XIXe siècle publié 1872, il est mentionné le collège de la Marche fondé à Paris en 1420 pour six élèves dont deux de Rosières-aux-Salines. Au moment de la publication, cet établissement était fusionné avec le collège Louis Legrand.
En 1874, l'usine Perbal de Dombasle s'étend sur Rosières avec un nouvel atelier près de la gare. Il est destiné à la fabrication de chaudières à vapeur, de charpentes métalliques et d'équipements pour les fabriques de produits chimiques.
En 1875, le conseil municipal de Rosières est dissous par l'autorité administrative et remplacé par une commission. Le motif est le refus du conseil municipal de voter toutes délibérations, par opposition au maire qui signe Des Chizeaux alors que son vrai nom serait Deschizeaux selon ses opposants.
En 1895, la tour de l'église est détruite par un incendie faisant suite à un feu d'artifice tiré depuis le clocher.
Le 23 août 1914, l'armée française fait sauter le principal pont sur la Meurthe à Rosières afin de ralentir l'avancée des troupes allemandes. 
Par délibération du conseil municipal de Rosières en date du 9 février 1922, les foires commerciales ont lieu le dernier mardi de mars et le deuxième mardi d'octobre. 
En 2009, une vaste nécropole gallo-romaine a été découverte et les archéologues suspectent l'existence d'une ville oubliée [réf. incomplète]; les fouilles sont cependant menacées par manque de moyens et la découverte pourrait retomber dans l'oubli[réf. incomplète].
Rosières est jumelée avec la commune de La Sagne (Suisse, canton de Neuchâtel).

### Rosières, berceau de l'influente famille De Ligniville
Dans la seconde moitié du Moyen-Âge, il était de coutume de dire que les  Chastellet, les Lenoncourt, les Haraucourt,  et les Ligniville étaient les quatres grands chevaux de lorraine, les 4 familles les plus importantes de la chevalerie. 
Les Ligniville auraient pour ancêtres une famille noble, les De Rosières, anciens seigneurs de Rosières-aux-Salines. C'est en tout cas ce qu'affirmait Dom Calmet qui voit en Walfridus de Roseriis l'un des ancêtre des Ligniville.

### La seigneurie de Rosières
En l'an 1100, Walfridus de Roseriis seigneur de Rosières, signe comme témoin dans la charte de fondation du prieuré de Landécourt.
En 1183, Une charte de Pierre de Brixey, évêque de Toul mentionne Gilbert de Rosières à propos de terres sur le ban de Rosières.  
En 1194, Frédérick de Bruck doyen de Toul, possède la moitié du castrum de la seigneurie de Rosières. 
L'empereur Henri possède le fief de Rosières pendant deux ans et le cède à son frère Otton Ier de Bourgogne en 1196.
Au XIIIe siècle, Bruns de Rosières vend une partie de la saline à Jean de Nancy dit Bailli. En octobre 1274, la veuve de Jean de Nancy vend tout ce qu'elle possède à Rosières au duc Ferri. 
En novembre 1294, le duc Ferri III échanges diverses propriétés à Jean De Rosières contre ce que celui-ci possède à Rosières.
En février 1285, Vautrin de Rosières abandonne au duc Ferri III ses droits sur la ville de rosières et sur la saline.
La revue Mémoires de la Société d'archéologie lorraine mentionne Claude Gennetaire, seigneur voué de Rosières en 1630.
Jean-Baptiste-Hyacinthe Dieudonné, marquis de Trestondau est seigneur de Rosières lors de son mariage en 1744.

### La république de Rosières
On voit, ou plus exactement, on ne voit pas de seigneur de Rosières pendant les trois siècles qui précèdent la guerre de Trente Ans. Ce qui suit pourrait en être l'explication.
En 1392, sur grande plainte portée à Monseigneur (le duc de Lorraine) par Messieurs de l'ancienne chevalerie, que mondit seigneur à leur grand préjudice et de leurs droits, accordoit dans ses terres droit de bourgeoisie à leurs vassaux, fut promis par Monseigneur le 17 septembre de ne plus recevoir en bourgeoisie les sujets de ses vassaulx à charge de réciprocité. La ville de Rosières fut exemptée de ce règlement et put recevoir en bourgeoisie toute manière de gens qui s'y présentaient pour y demeurer, et les serfs des seigneurs y devenaient, par le seul fait de leur résidence, francs hommes ou bourgeois du duc.
De cette décision et aussi  du droit de la constitution municipale, naquit l'expression « république de Rosières » employée dans les titres des XIVe et XVe siècles. Il faut cependant entendre ces termes dans le sens de municipalité sans seigneurie et dirigée par des notables.  
Cette gestion particulière de la ville ne dura pas. Du 15 avril 1680 au 2 juin 1683, le roi de France Louis XIV signe une série d’arrêts qui réunissent au domaine royal un nombre important de communautés lorraines dont Rosières qui ainsi, devient française jusqu'au retour du duc Léopold. Pendant cette première période française, la municipalité était composée du maire royal chef de police, de trois échevins, d'un échevin receveur, d'un procureur du roi et d'un secrétaire greffier.  Pendant son règne ducal, Léopold supprime les élections municipales dans les villes lorraines et créé à la place des offices municipaux héréditaires et perpétuels qu'il vend et dont la rente des titulaires est payée par la ville. Rosières fait partie des villes ainsi administrées.  

### Le sel à Rosières
Ce sont les salines qui ont données à Rosières son importance. Elles ont rapporté au duché jusqu'à 100 000 écus par an au Moyen-Âge. La ville entama son déclin avec la réduction d'activité salifère.  
Une saline existait à Rosières depuis le XIIe siècle, au moins. Elle était la propriété de la maison de Lenoncourt mais peu à peu, les duc de Lorraine firent en sorte d'en obtenir le contrôle total.  Don Calmet mentionne un acte d'échange en 1153 ou 1155 entre Drogon 1er, prince souverain de Nancy et grand sénéchal de Lorraine, et le duc de Lorraine mosellanique. Le document cite Roseria salinita (Rosières-aux-Salines). 
La saline était constituée d'un puits profond contenant une eau légèrement chargée de sel. La technique de production consistait à recueillir l'eau du puits et à l'évaporer pour séparer le précieux minerai. La trop faible salinité de l'eau conduisait à dépenser beaucoup d'énergie pour une faible production. L'exploitation cessa au XVIIIe siècle, et fut transférée dans la vallée de la Seille. Jusqu'à sa fermeture, la saline de Rosières, comme d'ailleurs la saline de Dieuze, a contribué à faire vivre et travailler tout un pan du secteur forestier dans le massif vosgien, à commencer par le flottage du bois dans la vallée de la Meurthe et tous les acteurs de la forêt comme les bûcherons, les schlitteurs et les charbonniers. La Chambre des comptes de Lorraine passait tous les ans avant le début du flottage du bois des marchés avec les négociants ou maîtres-flotteurs pour planifier l'approvisionnement des salines en bois de feu. 
En 1391, les droits du duc de Lorraine avaient été réglés par l'assemblée des états en ces termes : Ez salines de Rosières sera pris le sel pour la maison de Monseigneur avant tout autre et en suivant pour Messieurs les baillis de Nancy et des Vosges. En sel vendu adviendra à Monseigneur deux parts du prix. 
En 1484, l'exploitation du sel fut interrompu par manque de bois. 79 ans plus tard en 1563, la duchesse douairière Christine de Danemark fait rétablir les salines de Rosières. Elle fait également mettre ses armes sur la grande porte de la ville. Il y avait alors neuf poêles à sel en service ainsi qu'une ingénieuse machine pour tirer la saumure. Le mémoire des intendants de Lorraine indique, quoique l'eau de Rosières possède la moins bonne eau, c'est cependant celle d'où sort le plus de marchandises. Cela est dû aux bois des Vosges conduits et flottés car ce moyen de transport est le plus facile.
Puisque la salinité de l'eau ne cessait de s'appauvrir, Stanislas fit construire un bâtiment de graduation d'une immense longueur d'où l'eau s'évaporait en passant à travers des fagots d'épines.
En 1760 et par mesure d'économie, le conseil des finances supprime définitivement la saline de Rosières.
Ce n'est qu'au XIXe siècle que l'on découvre le gisement de sel gemme en Lorraine. Celui de Rosières est inventorié en 1821. La concession minière de sel gemme de Rosières est la première en France. Elle est institué le 7 juin 1845 par ordonnance royale.

### Rosières, ville franche au Moyen-Âge
Rosières devint une ville franche pendant le règne de Ferry III de Lorraine. Cela signifie que la ville et ses habitants étaient exonérés des principaux impôts de l'État mais cela n'avait pas d'incidence sur les impôts et corvées exigés par le seigneur. Des titres datant de 1444 attestent que cette franchise est toujours en vigueur sur des bergeries du lieu. Après sa victoire lors de la bataille de Nancy, René II ratifia les lettres de franchise accordées par ses prédécesseurs aux habitants de Rosières voulant et ordonnant que tous ceux qui ont entrecours et contremand à Rosières-aux-Salines et autres lieux soient tenus de les garder selon la coutume. Il existe aussi des lettres patentes de Charles III de Lorraine accordant franchise de charges et d'impôts aux maisons contiguës des tours et remparts de Rosières, à condition que les bénéficiaires se chargent de l'entretien d'une partie des fortifications. 
Ce privilège de ville franche ne semble pas avoir duré car l'état des charges de la prévôté de Rosières pour l'année 1632 indique divers impôts, corvées et droits dus par les habitants de Rosières.  

### Malhorty et l'occupation de la Lorraine par Charles le Téméraire
En hommage à la bravoure de la garnison de Rosières et de son dirigeant, la ville a nommé l'une de ses voies urbaines Rue du capitaine Malhorty. Henri Lepage relate cette période et orthographie le nom du valeureux guerrier Malhortie. C'est cette version qui est utilisée ci-dessous mais il s'agit bien du même homme.
Lors du conflit entre la Lorraine et la Bourgogne de 1475 à1477, dès la première invasion par l'armée bourguignonne, toutes les villes lorraines sont conquises, Rosières comprise. Le gouverneur installé par l'occupant à Rosières s'appelle Campobasse. Il est ensuite remplacé par Vautrin de Wisse. Restée fidèle à la Lorraine, Rosières se tourne alors vers le bâtard de Vaudémont et vers les autres seigneurs lorrains confédérés qui, en l'absence du duc René II, veulent affranchir le duché de l'occupation bourguignonne.
Les lorrains nomment Malhortie gouverneur de Rosières qui se montre des plus déterminés. Comme premier acte d'hostilité, il fait pendre un messager du Téméraire qui se rendait chez le gouverneur de Nancy et suspecté de propager de fausses nouvelles. Lors du retour de Charles le Téméraire en Lorraine, Le gouverneur de Rosières saisit un grand convoi que les bourguignons occupant Rambervillers envoyaient à leurs alliés de Nancy.
Informé d'une opportunité par un paysan, Malhortie se rend pendant la nuit dans le village proche de Tonnoy, il massacre près de 400 soldats bourguignons et prend 140 chevaux. Cette hardiesse irrite le duc de Bourgogne mais il l'est plus encore par le massacre de ses hommes stationnés à Saint-Nicolas-de-Port et commandité par Malhortie.
Voulant se venger, Le Téméraire quitte secrètement Nancy avec une partie de son armée pensant prendre Rosières et Malhortie par surprise. Malhortie ne se laissa pas surprendre et fait une sortie vigoureuse qui repousse les bourguignons. Gêné par les inondations autour de la ville, le duc de Bourgogne n'a pas d'autre choix que de lever le siège. Malhortie et la garnison de Rosières s'illustrèrent à nouveau lors de la bataille de Nancy en se tenant à l'avant-garde,.

### Le haras national
Son origine ne doit pas être confondue avec la jumenterie-haras de l'écart de Portieux qui existait avant l'annexion de la Lorraine et était la propriété des ducs de Lorraine.
La saline de Rosières a été remplacée sur le même site par un haras créé par Louis XV. De très nombreux cahiers de doléances établis en 1789 réclament la suppression de ce haras jugé inutile compte tenu de sa faible productivité et de son coût jugé prohibitif couvert par un impôt lorrain. Même le cahier de doléances du bailliage de Rosières pourtant établit par les 3 ordres demande la suppression du haras. Il est effectivement supprimé pendant l'année 1789. En 1794, les français prennent le haras du duc de Deux-Ponts et l'installent à Rosières où il est toujours. Au XXIe siècle, il est haras national et rayonne sur tout le grand Est. 

### Culture précoce du maïs
Du blé de Turquie, nom local du maïs, était cultivé à Rosières et à à Dombasle dans la première moitié du XVIIIe siècle. Pour échapper à la dîme, il était installé dans la saison des jachères.

### Ancien vignoble
La statistique agricole de 1872 recense 247 hectares de vigne à Rosières.

### Les écart ruraux

#### La Crayère
Parfois appellée La Crayeure au XVIIIe siècle. En 1410, le duc de Lorraine donne ce domaine à un officier ducal. Les lettres de franchise contiennent diverses informations comme la concession du droit de parcours pour le troupeau, l'exemption de taxe et le privilège de juridiction. À cette époque, c'est un fief. En 1574 le domaine est nommé franc-alleu. En 1599, il est mentionné sous la forme seigneurie et gagnage. En 1625, il devient un fief. Les guerres du XVIIe siècle lui font perdre la franchise. La Crayère est qualifiée de cense-fief en 1778. À partir de 1770, elle devient une fabrication de plâtre.  

#### Cuite-Fève
Ce domaine a appartenu, sous l'ancien régime, aux hospitaliers de la commanderie de Saint-Jean-du-Vieil-Aître de Nancy.   

#### Mortauve
Également appelé Morteau, le domaine était autrefois une maison franche (affranchie d'impôts ducaux). En 1729, c'est une métairie.

#### Portieux
Ferme-jumenterie appartenant aux ducs de Lorraine dès la fin du XIVe siècle. Elle est situé sur la rive droite d'un ruisseau qui porta le même nom et qui aujourd'hui se nomme ruisseau de l'Embanie. Ce domaine est mentionné sous les noms de Dominicus Porticolo en 1178 ; La Grainge de Pourtesuel en 1320 ; Portessieux en 1492 ; Portesseulz en 1499 ; Portessieulx, Pourthessieux en 1550 ; Portessieux, jumenterie et maison de ménage en 1594 ; La jumenterie de Portesieux, Portessieux-lez-Rosières-au-Sel, Pourtesseulx, Portsieulx, Portesseux en 1562 ; Pourtesseul-lez-Ronzières en 1563 ; Porcieux en 1783. Portieux était une maison-fief au XVIIIe siècle.   

##### Contrebande d'allumettes
Suite à un incendie dans cette ferme en février 1914, les enquêteurs trouvèrent des allumettes de contrebande cachées dans les lits des domestiques. Une amende a été infligée au fermier et à ses employés. Ce phénomène et sa repression étaient fréquents à la fin du XIXe siècle. La presse régionale n'en mentionnera plus aucun après le commencement de la Première Guerre mondiale.  

#### Saint-Urbain
Cette ferme est mentionnée au XIIe siècle sous le nom Le Rayeux. Elle est déclarée franche en 1410.    

## Politique et administration

### Liste des maires
| Période                                  | Période                   | Identité                                        | Étiquette               | Qualité |
| ---------------------------------------- | ------------------------- | ----------------------------------------------- | ----------------------- | --- |
| Les données manquantes sont à compléter. |                           |                                                 |                         | |
|                                          | 1792                      | Gabriel Regnault dit Chatillon                  |                         | |
| avant avril 1821                         | après avril 1821          | Dauphin                                         |                         | |
| avant septembre 1832                     | après septembre 1832      | Thiéry                                          |                         | |
| avant mai 1843                           | après mai 1846            | Messelot                                        |                         | |
| avant 1870                               | après 1870                | Habert                                          |                         | juge de paix |
| avant 1875                               | après 1875                | Deschizeaux ou Des Chizeaux                     |                         | |
| avant août 1877                          | après octobre 1884        | Léon Parisot                                    |                         | |
| mai 1900                                 |                           | Docteur Chrétien                                |                         | Médecin |
| 1904                                     | après janvier 1916        | Parisot                                         | Fédération Républicaine | Ancien préfet suspendu pendant 15 jours en 1916                                                                              |
| avant janvier 1921                       | après janvier 1921        | Charles Pigenel                                 |                         | Chevalier du mérite agricole                                                                                                 |
| décembre 1924                            | octobre 1944              | Émile HENRY                                     | SE                      | propriétaire |
| avril 1950                               | novembre 1958             | Emile HENRY                                     | SE                      | propriétaire |
|                                          |                           |                                                 |                         | |
| mars 1971                                | mars 1989                 | Jean-Claude Demonté                             | RI                      | Inspecteur technique des Travaux publics Député de la 2e circonscription de Meurthe-et-Moselle (1977-1978)                   |
| mars 1989                                | mars 2001                 | Denis Craus                                     | RPR                     | Médecin |
| mars 2001                                | mars 2008                 | Jean Roj                                        | SE                      | Professeur |
| mars 2008                                | juin 2017                 | Thibault Bazin                                  | LR                      | Économiste urbain Député de la 4e circonscription de Meurthe-et-Moselle (depuis 2017) Conseiller départemental (depuis 2015) |
| juillet 2017                             | En cours (au 28 mai 2020) | Philippe Jonquet Réélu pour le mandat 2020-2026 | DVD                     | Technicien en cautionnement bancaire                                                                                         |

## Population et société

### Démographie
L'évolution du nombre d'habitants est connue à travers les recensements de la population effectués dans la commune depuis 1793. Pour les communes de moins de 10 000 habitants, une enquête de recensement portant sur toute la population est réalisée tous les cinq ans, les populations de référence des années intermédiaires étant quant à elles estimées par interpolation ou extrapolation. Pour la commune, le premier recensement exhaustif entrant dans le cadre du nouveau dispositif a été réalisé en 2006.

En 2022, la commune comptait 2 814 habitants, en évolution de −1,64 % par rapport à 2016 (Meurthe-et-Moselle : −0,13 %, France hors Mayotte : +2,11 %).
| 1793  | 1800  | 1806  | 1821  | 1831  | 1836  | 1841  | 1846  | 1851  |
| ----- | ----- | ----- | ----- | ----- | ----- | ----- | ----- | ----- |
| 2 127 | 2 564 | 2 754 | 2 216 | 2 512 | 2 433 | 2 305 | 2 250 | 2 323 |

| 1856  | 1861  | 1872  | 1876  | 1881  | 1886  | 1891  | 1896  | 1901  |
| ----- | ----- | ----- | ----- | ----- | ----- | ----- | ----- | ----- |
| 2 136 | 2 179 | 2 210 | 2 221 | 2 395 | 2 323 | 2 329 | 2 392 | 2 297 |

| 1906  | 1911  | 1921  | 1926  | 1931  | 1936  | 1946  | 1954  | 1962  |
| ----- | ----- | ----- | ----- | ----- | ----- | ----- | ----- | ----- |
| 2 281 | 2 260 | 2 138 | 2 218 | 2 258 | 2 200 | 2 204 | 2 359 | 2 550 |

| 1968  | 1975  | 1982  | 1990  | 1999  | 2006  | 2011  | 2016  | 2021  |
| ----- | ----- | ----- | ----- | ----- | ----- | ----- | ----- | ----- |
| 2 584 | 2 604 | 2 830 | 2 946 | 2 839 | 2 817 | 2 886 | 2 861 | 2 833 |

| 2022  | - | - | - | - | - | - | - | - |
| ----- | - | - | - | - | - | - | - | - |
| 2 814 | - | - | - | - | - | - | - | - |

## Culture locale et patrimoine

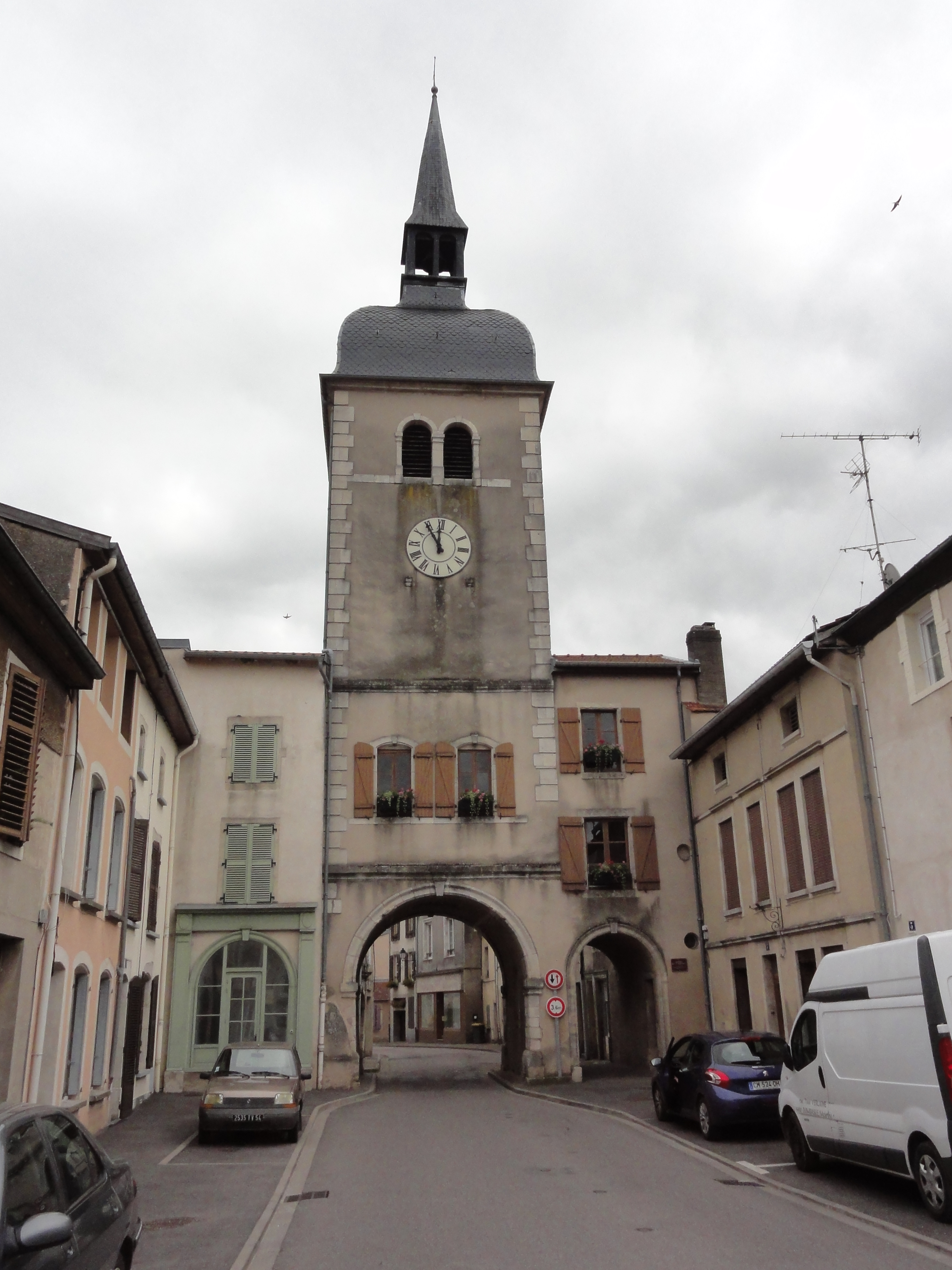
Beffroi

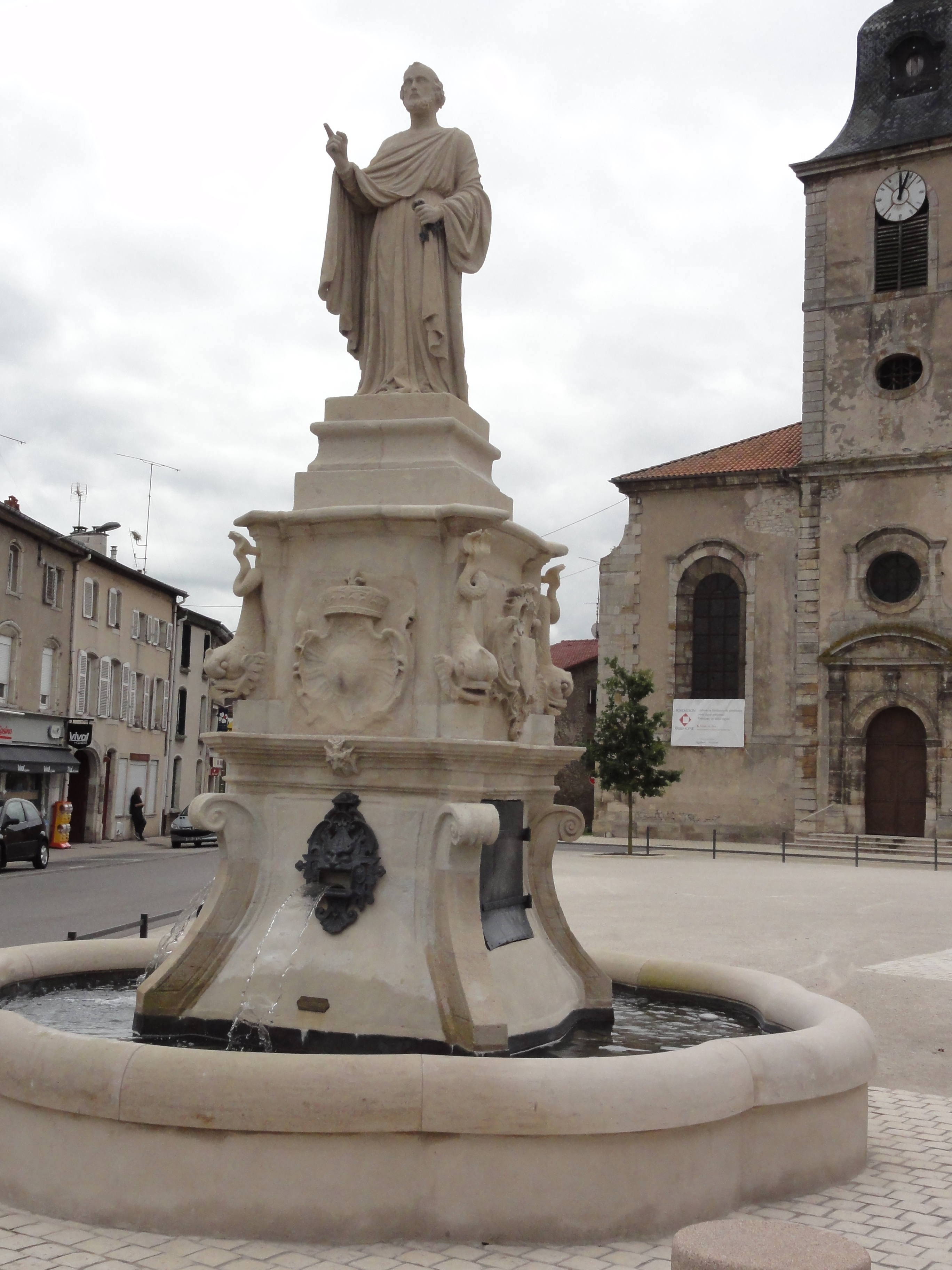
Fontaine Saint-Pierre

### Lieux et monuments

#### Édifices civils
On voit dans les rues du centre historique nombre de vestiges modestes des XVe – XVIIe siècles (fenêtres gothiques, façades Renaissance, certaines nécessitant restauration). Des façades traditionnelles sont restées inchangées depuis les XVIIe – XVIIIe siècles, fait rare dans les bourgs lorrains.
- Vestiges de l'ancien château fort de la Motte du XIIe siècle : tour ronde, les murs des remparts restent visibles à certains endroits[86]. Le château sur motte et la saline possession de Brunon et Frédéric de Bliesbruck, perd de son importance lors de l'abandon progressif de la saline (1484-1563)[87].
- Château à Saint-Urbain existait au début du XVe appelé le Rayeux puis Saint-Urbain restauré au XIXe siècle de style XVIIIe.
- Château Brun devenu propriété des hospices de Rosières le château a été rasé.
- Hospice Sainte-Odile, quelques bâtiments XVIIIe siècle.
- Beffroi (appelé le Ban-Ban), reconstruit vers 1720, inscrit aux monuments historiques par arrêté du 29 octobre 1926[88].
- Ancien hôtel de ville fin XVIe ; actuel hôtel de ville XVIIIe siècle.
- Plusieurs demeures fin XVIe, XVIIe et XVIIIe siècles, dont l'édifice au 28-30 rue du Colonel-Thiébault classé au titre des monuments historiques par arrêté du 30 septembre 1994[89] mais détruit depuis.
- Fontaine monumentale Saint-Pierre construite en 1752, inscrite aux monuments historiques par arrêté du 6 mars 1995[90].
- Haras national (XVIIIe – XXe siècle) sur l'emplacement de l'ancienne saline : écuries, manèges, sellerie d'honneur, collection de voitures hippomobiles.

#### Édifices religieux
- Église Saint-Pierre, construite en 1745 par l'architecte Mique (deux clochers, boiseries, stèles), inscrite aux monuments historiques par arrêté du 6 mars 1995[91].
- Chapelle Sainte-Odile de l'ancien hospice civil. Elle est ornée d'un surprenant décor peint, formant une sorte de théâtre à l'italienne. Son avenir (juin 2015) est incertain.
- À Cuite-Fève[92], vestiges de la chapelle des Hospitaliers (XIVe siècle).
- Vestiges de l'ancien couvent des cordeliers (XVIIe siècle, remanié au XVIIIe).

### Personnalités liées à la commune
- Jean Baudoin ou Jean Beaudoin de Rosières-aux-Salines ou Jehan Bauduyn de Rousierres aulz Salline est né dans une famille de notables de Rosières dans la première moitié du XVe siècle. il fut Maître en décret, notaire juré de la cour de Toul, curé de Saint-Laurent de Pont-à-Mousson et chanoine de Saint-Dié. Il est surtout connu pour son oeuvre L'instruction de la vie mortelle ou de la vie humaine[93],[94].
- Le troubadour Jacques Bretel cite dans son Tournoi de Chauvency (1285) un Jean de Rosières qui concourt aux côtés de Henri de Blâmont et Raoul de Baissi (ou Béchy ?).
- Joseph Liard né à Rosières en 1747 et mort en 1832. Ingénieur des travaux maritimes, il dirigea le chantier de construction du canal du Rhône au Rhin entre 1804 et 1832[95].
- Marc-Antoine Parseval, mathématicien français né à Rosières le 27 avril 1755.
- Léopold Victor Poirel, ingénieur et architecte français né à Rosières le 28 août 1804. On lui doit en particulier l'Ensemble Poirel à Nancy.
- Lisinka (Élisabeth) Poirel, épouse du précédent, petite-fille de Barthélémy Guibal et ancienne élève d'Eugène Delacroix. En 1882, elle transforme de par son legs la maison familiale de Rosières en home d'enfants qui deviendra plus tard le centre régional pour l'enfance et l'adolescence inadaptées.
- Léon Barotte (1866-1933), peintre.
- Camille Léopold Simonin (1891-1961), professeur de médecine légale à la Faculté de médecine de Strasbourg.
- Aimé Uriot (1852-1923), peintre et artiste de l'École de Nancy.
- Jean Valroff, né en 1931 à Rosières-aux-Salines, maire de Saint-Étienne-lès-Remiremont et député des Vosges.
- Thibault Bazin (1984), homme politique français et ancien maire de la commune.

### Héraldique
| Blason de Rosières-aux-Salines | Blason  | D'azur à une épée d'argent garnie d'or, côtoyée de deux roses de même. |
| Blason de Rosières-aux-Salines | Détails | Ce blason est utilisé par la ville de Rosières depuis le XVIIe siècle, avec cependant des variantes, tantôt l'épée est la pointe en bas, tantôt elle est environnée de quatre roses. Lapaix pense que les roses évoquent le nom de la localité, mais n'explique pas l'épée. Rosières-aux-Salines était le chef-lieu d'une prévôté qui fut supprimée en 1751. Le statut officiel du blason reste à déterminer. |

#### Blason populaire
Les habitants sont surnommés « les oua-oua ». Selon la légende, ils doivent ce sobriquet à des cas sévères de goitre. Dans quelques cas, cette maladie modifie l'élocution en empêchant la prononciation de certaines consonnes.